# Dunstervillea
Dunstervillea là một chi thực vật có hoa trong họ Orchidaceae.